# Enneapterygius destai
Enneapterygius destai és una espècie de peix de la família dels tripterígids i de l'ordre dels perciformes.

## Morfologia
- Les femelles poden assolir 2,02 cm de longitud total.[1]

## Hàbitat
És un peix marí de clima tropical.

## Distribució geogràfica
Es troba a la Mar Roja.